# یخچال‌های شماره ۱ سبزوار
یخچالهای شماره ۱ سبزوار مربوط به دوره قاجار است و در شهرستان سبزوار، کناره جنوبی اتوبان مشهد به تهران واقع شده و این اثر در تاریخ ۱۹ اسفند ۱۳۸۰ با شمارهٔ ثبت ۴۸۱۲ به‌عنوان یکی از آثار ملی ایران به ثبت رسیده است.
همینگ یورگنسن، ایران‌شناس دانمارکی و نویسندهٔ کتاب یخچال‌های ایران، از یخچال‌های سبزوار به عنوان مثالی از آیندهٔ تیرهٔ یخچال‌ها در ایران نام می‌برد. او می‌گوید: «یخچال‌ها به تدریج در حال نابودی هستند. نمونه بارزی از این نابودی را می‌توانید در جاده کمربندی سبزوار ببینید که در حاشیه آن سه یخچال فوق‌العاده با سه گنبد و هفت تا دیوار سایه انداز وجود دارد. دیوارها به‌طور کامل فرو ریخته‌اند و گنبدها هم در حال نابودی هستند؛ بنابراین من آینده بسیار تاریکی را برای یخچال‌های ایران تصور می‌کنم.»